# Torino Calcio a 5
L'Unione Sportiva Torino Calcio a 5, più comunemente conosciuta come ITCA Torino Calcio a 5, è stata la principale società italiana di calcio a 5 di Torino. Nonostante non sia più presente nel panorama del calcio a 5, è una formazione storica del movimento italiano perché si tratta della prima squadra non laziale a essersi fregiata del titolo di campione d'Italia (stagione 1998-99).

## Storia

### Le origini
Fondata a Grugliasco nel 1991 per volere di Marco Ceresa, presidente dell'ITCA, come società ricreativa della propria azienda, nella stagione 1993-94 disputa il campionato di serie A giungendo diciassettesima con 21 punti; si riaffaccia alla Serie A due stagioni più tardi con un ruolino di marcia decisamente migliore ed un sesto posto finale con 57 punti, guadagnando la poule scudetto dove termina il gironcino a quattro al terzo posto con due punti. La squadra piemontese può però gioire lo stesso a fine stagione per la conquista della sua prima Coppa Italia.
Nella stagione 1996-97 la ITCA Calcetto arriva alla terza posizione in classifica frutto dei 73 punti che le lasciano davanti solo Roma RCB e Milano, nei play-off il Torino giunge alle semifinali dove viene eliminato dal Milano. Nella finale per il terzo e quarto posto viene poi superato dalla Lazio per 3-1. Anche in questa stagione però il Torino mette in bacheca un trofeo, si tratta della sua seconda Coppa Italia.

Il Torino campione d'Italia 1998-99

Nel 1997 la squadra assume la denominazione Torino Calcetto per diventare la squadra simbolo della città. La stagione si aprì con la vittoria della prima Supercoppa; la stagione regolare si concluse al quarto posto, mentre nei play-off il Torino venne eliminato dopo un doppio scontro con l'Augusta. Nella stagione 1998-99 il Torino, guidato da dapprima da Giulio Facchini (che vinse la seconda Supercoppa italiana della società) e quindi da Jesús Velasco, chiuse la stagione regolare al primo posto con 68 punti, nove in più del Petrarca. Nei play-off i piemontesi eliminarono Lazio (1-1, 0-7), Augusta (0-4, 5-3) raggiungendo la finale scudetto vinta contro la BNL Roma (3-2, 3-6).
Nell'estate successiva il presidente annuncia lo scioglimento della squadra campione d'Italia; la decisione, dettata dalla volontà di giocare nel capoluogo dopo anni di pellegrinaggio in impianti della provincia, fu presa in seguito all'ennesimo rifiuto dell'amministrazione cittadina a utilizzare il PalaRuffini.

### La rifondazione
Il settore giovanile e la squadra Under-21 della società scomparsa furono assorbiti dalla Unione Sportiva Cotrade Calcio a 5, seconda società cittadina, militante in Serie A2. In seguito alla vittoria del proprio girone e la conseguente promozione nella massima serie, nell'estate del 2000 il presidente Eugenio Amato annuncia il cambio di denominazione della società in Torino Calcio a 5 con l'intenzione di proseguire la tradizione gialloblu cittadina.

## Cronistoria
| Cronistoria del Torino C5 |
| --- |
| - 1991 · Fondazione dell'ITCA Calcetto. - 1991-92 · ? in Serie C Piemonte. Ammessa in Serie B. - 1992-93 · 2ª nel girone A di Serie B. Ripescata in Serie A. - 1993-94 · 17ª in Serie A. Retrocessa in Serie B. - 1994-95 · 1ª nel girone A di Serie B. Promossa in Serie A. 3º turno play-off scudetto. - 1995-96 · 6ª in Serie A. 3º turno play-off scudetto. Vince la Coppa Italia (1º titolo). - 1996-97 · 3ª in Serie A. Semifinalista play-off scudetto. Vince la Coppa Italia (2º titolo). - 1997 · Assume la denominazione Torino Calcetto. - 1997-98 · 4ª in Serie A. Quarti di finale play-off scudetto. Finalista di Coppa Italia. Vince la Supercoppa italiana (1º titolo). - 1998-99 · 1ª in Serie A, Campione d'Italia (1º titolo). Quarti di finale di Coppa Italia. Vince la Supercoppa italiana (2º titolo). - 1999-00 · Inattiva. - 2000 · Il Cotrade C5 assume la denominazione Torino C5. - 2000-01 · 5ª in Serie A. Quarti di finale play-off scudetto. Quarti di finale di Coppa Italia. - 2001-02 · 16ª in Serie A. Retrocessa in Serie A2. Ottavi di finale di Coppa Italia. - 2002 · Scioglimento della società. |

## Palmarès
- Campionati italiani: 1
  - 1998-1999
- Coppa Italia: 2
  - 1995-1996, 1996-1997
- Supercoppa italiana: 2
  - 1997, 1998